# Медвед на кокаину
Медвед на кокаину (енгл. Cocaine Bear) амерички је филм са елементима комедије и трилера из 2023. године. Режију потписује Елизабет Бенкс, по сценарију Џимија Вордена.
Приказивање у биоскопима је започело 24. фебруара 2023. године у Сједињеним Америчким Државама, односно 23. фебруара исте године у Србији. Добио је углавном позитивне рецензије критичара и зарадио преко 89 милиона долара широм света.

## Радња
Инспирисан је истинитом причом из 1985. године, о паду авиона којим се кријумчарила дрога, изгубљеном кокаину и црном медведу који га је нашао и појео. Прати чудну групу сачињену од полицајаца, криминалаца, туриста и тинејџера који ће се заједно  наћи у шуми у Џорџији у којој је огромни предатор појео запањујућу количину кокаина и кренуо у помахниталу потрагу за још робе и крви.

## Улоге
| Глумац                    | Улога          |
| ------------------------- | -------------- |
| Кери Расел                | Колет Метјуз   |
| Бруклин Принс             | Колетина ћерка |
| О’Шej Џексон Млађи        | Хауард         |
| Кристијан Конвери Џенингс | Хенри          |
| Метју Рис                 | Ендру Торнтон  |
| Реј Лиота                 | Дентвуд        |
| Олден Еренрајх            | Марти          |
| Ајзеја Витлок Млађи       | Боб            |
| Арон Холидеј              | Сташ           |